# Trichogloeopsis
Trichogloeopsis, rod crvenih algi iz porodice Liagoraceae opisan 1960. godine. Taksonomski je priznat kao zaseban rod. Postoji nekoliko vrsta, sve su morske. Tipična je T. hawaiiana

## Vrste
1. Trichogloeopsis divaricata Tseng & Li
2. Trichogloeopsis hawaiiana I.A.Abbott & Doty - tip
3. Trichogloeopsis mucosissima (Yamada) I.A.Abbott & Doty
4. Trichogloeopsis pedicellata (M.Howe) I.A.Abbott & Doty
5. Trichogloeopsis pinnata C.K.Tseng & W.Li
6. Trichogloeopsis xishaensis C.K.Tseng & W.Li

## Vanjske poveznice
|  | Zajednički poslužitelj ima još gradiva o temi Trichogloeopsis |
|  | Wikivrste imaju podatke o taksonu Trichogloeopsis             |